# Чемпіонат України з боротьби 2023
Чемпіонат України з боротьби 2023 пройшов 9 — 13 травня 2023 для борців та борчинь вільного стилю, а також для борців греко-римського стилю на велотреку СКА у Львові.

## Результати

### Чоловіки, вільний стиль
| Дисципліна | Золото                   | Срібло                  | Бронза                     |
| ---------- | ------------------------ | ----------------------- | -------------------------- |
| 57 кг      | Каміль Керимов (Хрк)     | Андрій Яценко (Пл)      | Руслан Соловей (Хрк)       |
| 57 кг      | Каміль Керимов (Хрк)     | Андрій Яценко (Пл)      | Роман Гуцуляк (ІФ)         |
| 61 кг      | Ярослав Гурський (ІФ)    | Тарас Маркович (Квм)    | Георгій Казанджи (Од)      |
| 61 кг      | Ярослав Гурський (ІФ)    | Тарас Маркович (Квм)    | Кізюк Максим (Днц)         |
| 65 кг      | Ерік Арушанян (См)       | Василь Шуптар (Жт)      | Дмитро Михнюк (Днц)        |
| 65 кг      | Ерік Арушанян (См)       | Василь Шуптар (Жт)      | Микита Абрамов (Квм)       |
| 70 кг      | Іван Кусяк (ІФ)          | Іван Білейчук (ІФ)      |                            |
| 70 кг      | Іван Кусяк (ІФ)          | Іван Білейчук (ІФ)      | Іван Семенов (Днп)         |
| 74 кг      | Семен Радулов (Од)       | Тимур Гудима (Лв)       | Вадим Куриленко (Кв)       |
| 74 кг      | Семен Радулов (Од)       | Тимур Гудима (Лв)       | Віталій Кулакевич (Квм)    |
| 79 кг      | Олексій Доманицький (Лв) | Денис Биков (Пл)        | Алім Мєсувєтов (Хрс)       |
| 79 кг      | Олексій Доманицький (Лв) | Денис Биков (Пл)        | Богдан Ліманський (Квм)    |
| 86 кг      | Василь Михайлов (Од)     | Владислав Прус (Квм)    | Іван Чорногуз (ІФ)         |
| 86 кг      | Василь Михайлов (Од)     | Владислав Прус (Квм)    | Олексій Щербак (Квм)       |
| 92 кг      | Денис Сагалюк (ІФ)       | Мраз Джафарян (Хрк)     | Олег Кузьменко-Тайсон (Жт) |
| 92 кг      | Денис Сагалюк (ІФ)       | Мраз Джафарян (Хрк)     | Алфес Долідзе (Пл)         |
| 97 кг      | Муразі Мчелідзе (Днп)    | Магомед Закарієв (Од)   | Іван Примаченко (Пл)       |
| 97 кг      | Муразі Мчелідзе (Днп)    | Магомед Закарієв (Од)   | Давід Мчедлідзе (Днп)      |
| 125 кг     | Юрій Ідзінський (Лв)     | Володимир Качанов (Хрк) | Важа Даіаурі (Вн)          |
| 125 кг     | Юрій Ідзінський (Лв)     | Володимир Качанов (Хрк) | Андрій Власов (Квм)        |

### Чоловіки, греко-римська
| Дисципліна | Золото                     | Срібло                  | Бронза                     |
| ---------- | -------------------------- | ----------------------- | -------------------------- |
| 55 кг      | Корюн Саградян (Вн)        | Вячеслав Байрактар (Од) | Іван Стефанський (Днп)     |
| 55 кг      | Корюн Саградян (Вн)        | Вячеслав Байрактар (Од) | Олексій Жабський (Мк)      |
| 60 кг      | Віктор Петрик (Кв)         | Ігор Курочкін (Мк)      | Дмитро Цимбалюк (Зк)       |
| 60 кг      | Віктор Петрик (Кв)         | Ігор Курочкін (Мк)      | Андрій Семенчук (Рв)       |
| 63 кг      | Олександр Грушин (Кв)      | Мустафа Аджиєв (Квм)    | Василь Васильківський (Тр) |
| 63 кг      | Олександр Грушин (Кв)      | Мустафа Аджиєв (Квм)    | Микола Яхонтов (Днп)       |
| 67 кг      | Олег Халілов (Зк)          | Богдан Ковернюк (Зк)    | Геворг Арзуманян (Од)      |
| 67 кг      | Олег Халілов (Зк)          | Богдан Ковернюк (Зк)    | Максим Євтушенко (Днц)     |
| 72 кг      | Артур Політаєв (Кв)        | Максим Євтушенко (Днц)  | Євгеній Дубовик (Хрк)      |
| 72 кг      | Артур Політаєв (Кв)        | Максим Євтушенко (Днц)  | Андрій Кулик (Хрк)         |
| 77 кг      | Дмитро Васецький (Днп)     | Ельмар Нуралієв (Квм)   | Володимир Яковлєв (Днп)    |
| 77 кг      | Дмитро Васецький (Днп)     | Ельмар Нуралієв (Квм)   | Ігор Бичков (Вн)           |
| 82 кг      | Руслан Абдієв (Хрк)        | Руслан Конєв (Хрк)      | Іван Чмир (Зк)             |
| 82 кг      | Руслан Абдієв (Хрк)        | Руслан Конєв (Хрк)      | Віталій Андрійович (Кв)    |
| 87 кг      | Жан Беленюк (Пл)           | Дмитро Кіяшок (Кв)      | Тихон Шафранський (Квм)    |
| 87 кг      | Жан Беленюк (Пл)           | Дмитро Кіяшок (Кв)      | Микита Алєксєєв (Кв)       |
| 97 кг      | Сергій Омелін (Днп)        | Владлен Козлюк (Од)     | Валентин Шкляренко (Кв)    |
| 97 кг      | Сергій Омелін (Днп)        | Владлен Козлюк (Од)     | Євгеній Савета (Пл)        |
| 130 кг     | Олександр Чернецький (Днц) | Владислав Вороний (Днп) | Святослав Калашніков (Лг)  |
| 130 кг     | Олександр Чернецький (Днц) | Владислав Вороний (Днп) | Михайло Вишнивецький (Хрк) |

### Жіноча боротьба
| Дисципліна | Золото                   | Срібло                | Бронза                      |
| ---------- | ------------------------ | --------------------- | --------------------------- |
| 50 кг      | Вікторія Слободенюк (Жт) | Тетяна Заяц (Рв)      | Ірина Дорошенко (Жт)        |
| 50 кг      | Вікторія Слободенюк (Жт) | Тетяна Заяц (Рв)      | Діана Рисьова (Вл)          |
| 53 кг      | Лілія Горішна (Вл)       | Лілія Маланчук (Кв)   | Олександра Федорченко (Днц) |
| 55 кг      | Марія Винник (Чрв)       | Яна Сорока (Лв)       | Альбіна Рілля (Лв)          |
| 55 кг      | Марія Винник (Чрв)       | Яна Сорока (Лв)       | Анна Клішин (Квм)           |
| 57 кг      | Олександра Хоминець (Лв) | Тетяна Борисенко (Лв) | Олена Насібова (Хрс)        |
| 57 кг      | Олександра Хоминець (Лв) | Тетяна Борисенко (Лв) | Софія Марченко (Жт)         |
| 59 кг      | Соломія Винник (Чрв)     | Еліна Пишкіна (Квм)   | Юлія Лісовська (Хрс)        |
| 59 кг      | Соломія Винник (Чрв)     | Еліна Пишкіна (Квм)   | Анастасія Остапук (Вл)      |
| 62 кг      | Ілона Прокоревнюк (Од)   | Ірина Бондар (Жт)     | Юлія Пахнюк (ІФ)            |
| 65 кг      | Юлія Лесковець (Рв)      | Оксана Кухта (Зк)     | Оксана Чудик (Лв)           |
| 68 кг      | Тетяна Сова (Хрс)        | Алла Белінська (Лв)   | Уляна Бура (Лв)             |
| 68 кг      | Тетяна Сова (Хрс)        | Алла Белінська (Лв)   | Манола Скобельська (Лв)     |
| 72 кг      | Аліна Рудницька (ІФ)     | Діана Десятко (Квм)   | Інна Бугай (Рв)             |
| 72 кг      | Аліна Рудницька (ІФ)     | Діана Десятко (Квм)   | Любов Притикіна (Днп)       |
| 76 кг      | Анастасія Алпєєва (Вл)   | Марія Орлевич (Лв)    | Ольга Щебетюк (Хм)          |